# Azúcar Moreno
Azúcar Moreno (magyarul: barna cukor) egy spanyol női duó, amelyben két testvér Encarna és Toñi Salazar a tagok. Jelentős nemzetközi sikerre tettek szert 1990 és 2000-es években, elsősorban a spanyol nyelvű országokban. 1990-ben Spanyolországot képviselték Zágrábban,az Euróvíziós Dalfesztiválon, ahol ötödikek lettek. A duó latin pop, flamenco, romantikus ballada, rock és techno stílusokban énekel dalokat.

## Karrierjük

### Kezdetek
Encarna és Toñi Salazar 1961-ben és 1963-ban születettek Extremadura régióban, Badajoz városban egy cigány család tagjaként. Encarnának és Toñinak 6 testvére van: ebből 3 bátyjuk szintén az énekes pályát választva a Los Chunguitos együttessel értek el sikereket az 1970-es és 1980-as években.
A Salazar nővérek zenei karrierje 1984-ben indult el, amikor  Con la Miel en los Labios című albumuk jelent meg és hamarosan aranylemez lett belőle, 50 ezer eladott példány után. 1986-ban második lemezük Estimúlame címen jelent meg, amely szintén aranylemez lett. 1988-ban harmadik lemezük Carne de Melocotón címen hozta el az első nagyobb sikert: az albumról Debajo del Olivo című daluk lett az első ismertebb daluk.

### 1990-es Eurovíziós dalfesztivál
1990-ben a spanyol közszolgálati média az RTVE egy belső kiválasztás során az Azúcar Morenot választotta ki, hogy az Eurovízión képviseljék Spanyolországot. A Zágrábban megrendezett dalversenyre a Salazar nővérek a Bandido című dallal indultak. A dal flamenco zenei alapú, viszont tartalmaz techno és rumba elemeket is.  A dalversenyen az elsők voltak a fellépők között, ám a fellépésük egy technikai malőrrel vált ismertté: Amikor a zenei alap elkezedődött,a színpadra érkező nővérek néhány másodperc után rájöttek, hogy nem az elejétől indult el a zenei alap, és levonult a színpadról. A versenyen az ötödik helyen végeztek, amely az eddigi legjobb spanyol szereplés úgy, hogy a dal flamenco elemeket is tartalmazott, előtte az 1983-as dalversenyen Remedios Amaya ¿Quién maneja mi barca? című dalával nem kapott pontot.  Az Eurovíziós szereplés után a dal sikeres lett Spanyolországban, Latin Amerikában és Törökországban is.
A fesztiválon való szereplés megnyitotta az útat a nővéreknek a nagyobb sikerek felé.

### Sikerek
1991-ben a Mambo,  "Tú Quieres Más (Porque te Amo)" és a  "Ven, Devoráme otra vez!" dalokkal komoly sikert értek el, a dalokat tartalmazó Mambo albumuk a Billboard Hot Latin Songs listájának 5. helyéig jutott el. 1992-ben az Ojos Negros albumról a "Hazme el Amor" o "Moliendo Café" című dalaik váltak ismertté spanyol nyelv területen, aminek producere Nick Patrick volt. 1994-ben az El Amor című lemezt Emilio Estefan, Jaime Stinus y Julio Palacios producerekkel készítették. Az album címadó dala A specialista című akciófilm egyik filmzenéje lett.  Chilében többször is felléptek: 1992, 1993-ban és 1994-ben is.
1996-ban adta ki a duó az Esclava de tu piel albumát, amelyről a "Solo se vive una vez" daluk lett a legismertebb valamint Spanyolországban ez év nyári slágere lett és nemzetközi téren is népszerű lett a dal.  Az album tartalmazta Miguel Gallardo Hoy tengo ganas de ti című dalának feldolgozott változatát is, aminek a klippjét New Yorkban forgatták. A Billboard Top Latin Albums listájának 43. helyére ért fel, Spanyolországban pedig ötszörös platinalemez lett. A Sabado Gigante című Univisión csatornán futó szombati varieté műsorban is felléptek.
1998-ban adták ki Olé című lemezüket, amelyen a címadó dalon kívül "Mecachis", "Ese Beso" és "No Pretenderás" dalaik váltak ismertté a lemezről. 2000-ben újabb albumuk jelent meg Amén címen, amelyről "Amigo Mío", "Juramento", "El Amor se Echa de Menos" o "Piel de Seda" dalok mély érzelmekkel teli balladák voltak.

### Szünet
2007-ben Encarna és Toñi bejelentette, hogy karrierjükben szünetet tartanak. Ezalatt Encarnánál mellrákot találtak, ami miatt minden idejét a betegség elleni küzdelemmel töltötte és sikerült meggyógyulnia  rákból. A bulvársajtó ekkoriban arról számolt be, hogy a nővérek között megromlott a viszony.

### Visszatérés
A Salazar nővérek 2013-ban tértek vissza a nyilvánosságba: a Tu cara me suena (Sztárban sztár spanyol kiadása) adásában került sor az újratalálkozásukra.  Számos közös interjú készült, amiben a nővérek a kibékülésükről beszéltek. 2014-ben a Maspalomasi karnevál sztárvendégei voltak.

### Benidorm Fest
2022-ben a Benidorm Festen, Spanyolország eurovíziós nemzeti döntőjében léptek fel. A Salazar nővérek a Postureo dalt adták elő.

## Lemezek
- 1984: Con la  Miel en los Labios
- 1986: Estimúlame
- 1988: Carne de Melocotón
- 1990: Bandido
- 1991: Mambo
- 1992: Ojos Negros
- 1994: El Amor
- 1996: Esclava de tu Piel
- 1998: Olé
- 2000: Amén
- 2001: Únicas
- 2003: Desde el Principio
- 2006: Bailando con Lola
- 2020: El Secreto